# Половинный (Нижегородская область)
Половинный — починок в составе Горевского сельсовета в Уренском районе Нижегородской области.

## География
Находится на расстоянии примерно 12 километров по прямой на север от районного центра города Урень.

## История
Починок основан в 1852 году переселенцами из деревни Мокроносово Уренской волости. Название относится к половине расстояния между Уренем и Карпунихи. Жители относились к старообрядцам. В 1870-х годах было учтено 5 хозяйств и 54 жителя. В советский период работал колхоз «Новый путь».

## Население
Постоянное население составляло 99 человек (русские 92 %) в 2002 году, 93 — в 2010.